# William Austin
William Austin, all'anagrafe William Crosby Piercy Austin (Georgetown, 12 giugno 1884 – Newport Beach, 15 giugno 1975), è stato un attore britannico, noto caratterista del cinema statunitense. Era il fratello di Albert Austin.

## Biografia
Nato in una piantagione di zucchero a Georgetown, nella Guyana britannica, Austin completò gli studi in Inghilterra dopo la morte di suo padre. Iniziò a lavorare per una società che lo mandò prima a Shanghai e quindi a San Francisco. Giunto negli Stati Uniti, Austin decise di rimanervi, trovando lavoro nel cinema. Apparve in numerosi film e serial tra il 1920 e il 1940, anche in piccole parti.
Colpito da un Ictus, morì nel 1975; venne sepolto nel Pacific View Memorial Park di Corona del Mar, California.

## Filmografia
- Handle with Care, regia di Philip E. Rosen (1922)
- Ruggles of Red Gap, regia di James Cruze (1923)
- The Garden of Weeds, regia di James Cruze (1924)
- L'uomo del mare (Head Winds), regia di Herbert Blaché (1925)
- Il club degli scapoli (The Night Club), regia di Paul Iribe e Frank Urson (1925)
- What Happened to Jones, regia di William A. Seiter (1926)
- The Far Cry
- Le disgrazie di Adamo  (Fig Leaves), regia di Howard Hawks (1926)
- Collegiate, regia di Del Andrews (1926)
- Her Big Night, regia di Melville W. Brown (1926)
- West of Broadway
- The Flaming Forest
- One Hour of Love
- Cosetta (It), regia di Clarence G. Badger (1927)
- Zuppa d'anatra (Duck Soup), regia di Fred L. Guiol (1927)
- La scuola delle sirene (Swim Girl, Swim), regia di Clarence G. Badger (1927)
- Calze di seta (Silk Stockings), regia di Wesley Ruggles (1927)
- Il drago rosso (The Mysterious Dr. Fu Manchu), regia di (non accreditato) Rowland V. Lee (1929)
- Illusion, regia di Lothar Mendes (1929)
- The Marriage Playground, regia di Lothar Mendes (1929)
- Nel regno della fantasia (Let's Go Native), regia di Leo McCarey (1930)
- Ospedale di contea (County Hospital), regia di James Parrott (1932)
- Le sei mogli di Enrico VIII (The Private Life of Henry VIII), regia di Alexander Korda (1933)
- Alice nel Paese delle Meraviglie (Alice in Wonderland), regia di Norman Z. McLeod (1933)
- Cerco il mio amore (The Gay Divorcee), regia di Mark Sandrich (1934)
- Abbasso le bionde (Redheads on Parade), regia di Norman Z. McLeod (1935)
- Mariti in pericolo (The Goose and the Gander), regia di Alfred E. Green (1935)
- Mille dollari al minuto (1,000 Dollars a Minute), regia di Aubrey Scotto (1935)
- La volontà occulta (The Garden Murder Case), regia di Edwin L. Marin (1936)
- I falsari (Renfrew of the Royal Mounted), regia di Albert Herman (1937)
- Le avventure di Sherlock Holmes (The Adventures of Sherlock Holmes), regia di Alfred L. Werker (1939)
- La zia di Carlo (Charley's Aunt), regia di Archie Mayo (1941)
- Il ritorno del vampiro (The Return of the Vampire), regia di Lew Landers (1944)